# Zentrum Kraftfahrwesen der Bundeswehr

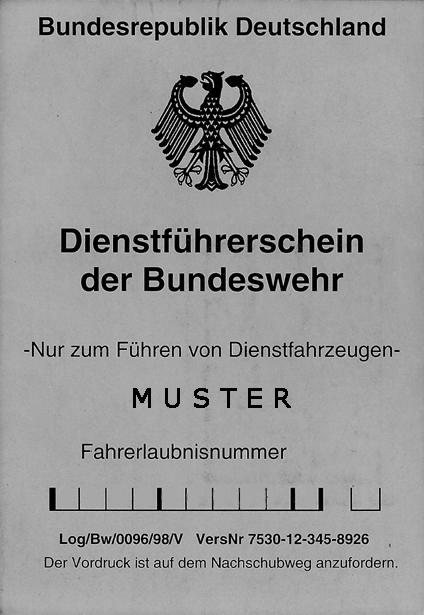
Vorderansicht Bundeswehrführerschein (Muster)

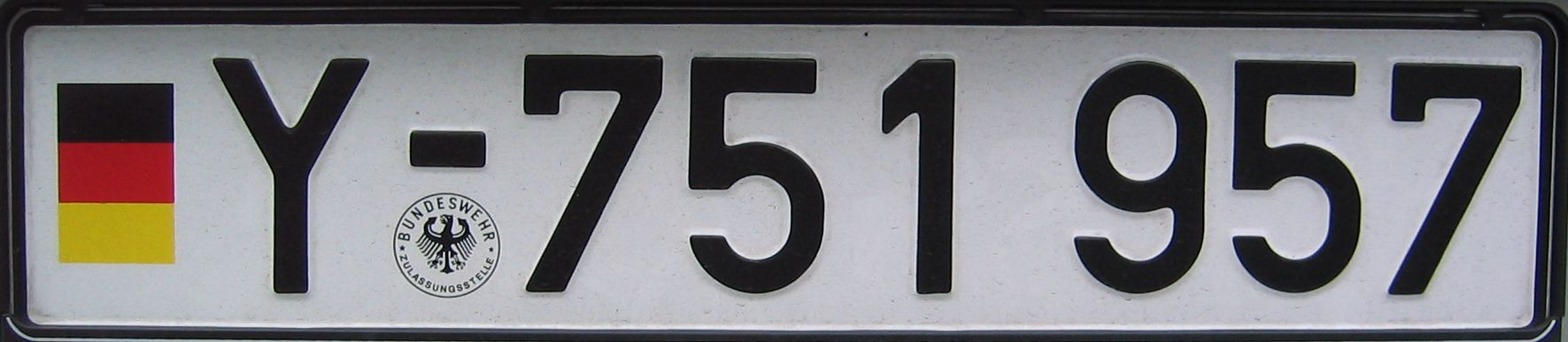
Kfz-Kennzeichen der Bundeswehr

Das Zentrum Kraftfahrwesen der Bundeswehr (ZKfWBw) ist die militärische Dienststelle im Unterstützungsbereich der Bundeswehr in Mönchengladbach und mit den nachgeordneten 20 Kraftfahrausbildungezentren größte Ausbildungseinrichtung der Bundeswehr für lehrgangsgebundene Individualausbildung.

## Aufgaben
Das Zentrum Kraftfahrwesen der Bundeswehr nimmt alle straßenverkehrsrechtlichen Behördenfunktionen für den Geschäftsbereich des Bundesministeriums der Verteidigung wahr. Es ist Anerkennungs- und Aufsichtsbehörde der Bundeswehr bezüglich Ausbildung, Prüfung und Anerkennung der amtlich anerkannten Sachverständigen und Prüfer für den Kraftfahrzeugverkehr (aaS und aaP) gemäß Kraftfahrsachverständigengesetz. Zu den Aufgaben des Zentrums Kraftfahrwesen der Bundeswehr gehört ferner die Führung der Register über erteilte Bundeswehr-Dienstfahrerlaubnisse, ausgegebene Dienstführerscheine und die durch die Bundeswehr zugelassenen Dienstfahrzeuge.

## Gliederung
Kommandeur Zentrum Kraftfahrwesen der Bundeswehr
- Chef des Stabes
  - Stabsquartier
  - Abteilung Führung/Kraftfahrausbildung
  - Abteilung Weiterentwicklung Kraftfahrwesen
  - Abteilung Zulassung Personal
  - Abteilung Zulassung Fahrzeuge
  - Abteilung Qualitätsmanagement Kraftfahrwesen

## Kraftfahrausbildungszentren
Dem Zentrum nachgeordnet sind 20 Kraftfahrausbildungszentren (KfAusbZ) als Fahrschulen der Bundeswehr. Diese führen die Kraftfahrgrundausbildung für alle Bedarfsträger der Bundeswehr in Form von lehrgangsgebundener Individualausbildung durch. Bis zu 1.920 Fahrschüler werden gleichzeitig ausgebildet.
Die Kraftfahrausbildungszentren verteilen sich auf folgende Standorte:
- Aachen
- Augustdorf
- Baumholder (Simulator)
- Burg
- Delmenhorst
- Dornstadt
- Dornstadt (Simulator)
- Eutin
- Feldkirchen
- Hammelburg (Simulator)
- Kleinaitingen
- Kümmersbruck
- Lahnstein
- Leipzig
- Lüneburg
- München
- Munster (Simulator)
- Oldenburg
- Potsdam
- Unna

## Geschichte
Das Zentrum Kraftfahrwesen der Bundeswehr war in den Jahren 1956 bis 2012 als Zentrale Militärkraftfahrtstelle (ZMK) am selben Standort in Mönchengladbach-Rheindahlen aktiv, bevor es im Jahr 2013 dem Logistikkommando der Bundeswehr in Erfurt als Abteilung eingegliedert wurde. Am 1. April 2018 wurde das Zentrum Kraftfahrwesen der Bundeswehr neu aufgestellt und die Aufgaben der Abteilung Kraftfahrwesen/Zentrale Militärkraftfahrtstelle und des Bereichs Kraftfahrausbildungszentren (Ber KfAusbZ), die bislang der Logistikschule der Bundeswehr nachgeordnet waren, zusammengeführt.
Erster Kommandeur des Zentrums ist der damalige Oberstleutnant Robert Sistig. Ihm wurde am 20. April 2018 bei einem feierlichen Appell durch den Kommandeur des Logistikommandos der Bundeswehr, Generalmajor Volker Thomas, das Kommando über die neue Dienststelle übertragen.
Am 27. März 2024 wurde der damalige Oberstleutnant Thomas Gottsche neuer Kommandeur des Zentrums.
Bis zur Auflösung der Streitkräftebasis mit Ablauf des 31. März 2025 gehörte das Zentrum zu diesem Organisationsbereich.